# سي محمد الفقيه
سي محمد الفقيه  (1980 المغرب) هو لاعب كرة قدم مغربي.

## روابط خارجية
- سي محمد الفقيه على موقع قاعدة بيانات كرة القدم.إي يو (الإنجليزية)
- سي محمد الفقيه على موقع Soccerway.com (الإنجليزية)